# Tom Cavanagh (Eishockeyspieler)
Thomas Garrett „Tom“ Cavanagh (* 24. März 1982 in Warwick, Rhode Island; † 6. Januar 2011 in Providence, Rhode Island) war ein US-amerikanischer Eishockeyspieler, der im Verlauf seiner aktiven Karriere zwischen 2001 und 2010 unter anderem 18 Spiele für die San Jose Sharks in der National Hockey League (NHL) auf der Position des Centers bestritten hat. Darüber hinaus absolvierte Cavanagh über 300 weitere Partien in der American Hockey League (AHL).

## Karriere
Nachdem Cavanagh zwischen 1997 und 2000 für die Mannschaft der Toll Gate High School gespielt hatte, ging er im Sommer 2000 an die Phillips Exeter Academy, wo er für deren Eishockeyteam auflief und mit 82 Punkten in lediglich 31 Partien überzeugen konnte. Im folgenden Sommer wechselte er an die renommierte Harvard University und lief dort für die Universitätsmannschaft in der ECAC Hockey der National Collegiate Athletic Association auf. Gleich in seiner Rookiespielzeit sammelte er 25 Scorerpunkte in 34 Partien. Es folgten weitere drei Spielzeiten an der Universität, in deren letzter er ins Second All-Star Team der ECAC gewählt wurde und zum Defensivstürmer des Jahres ernannt wurde.

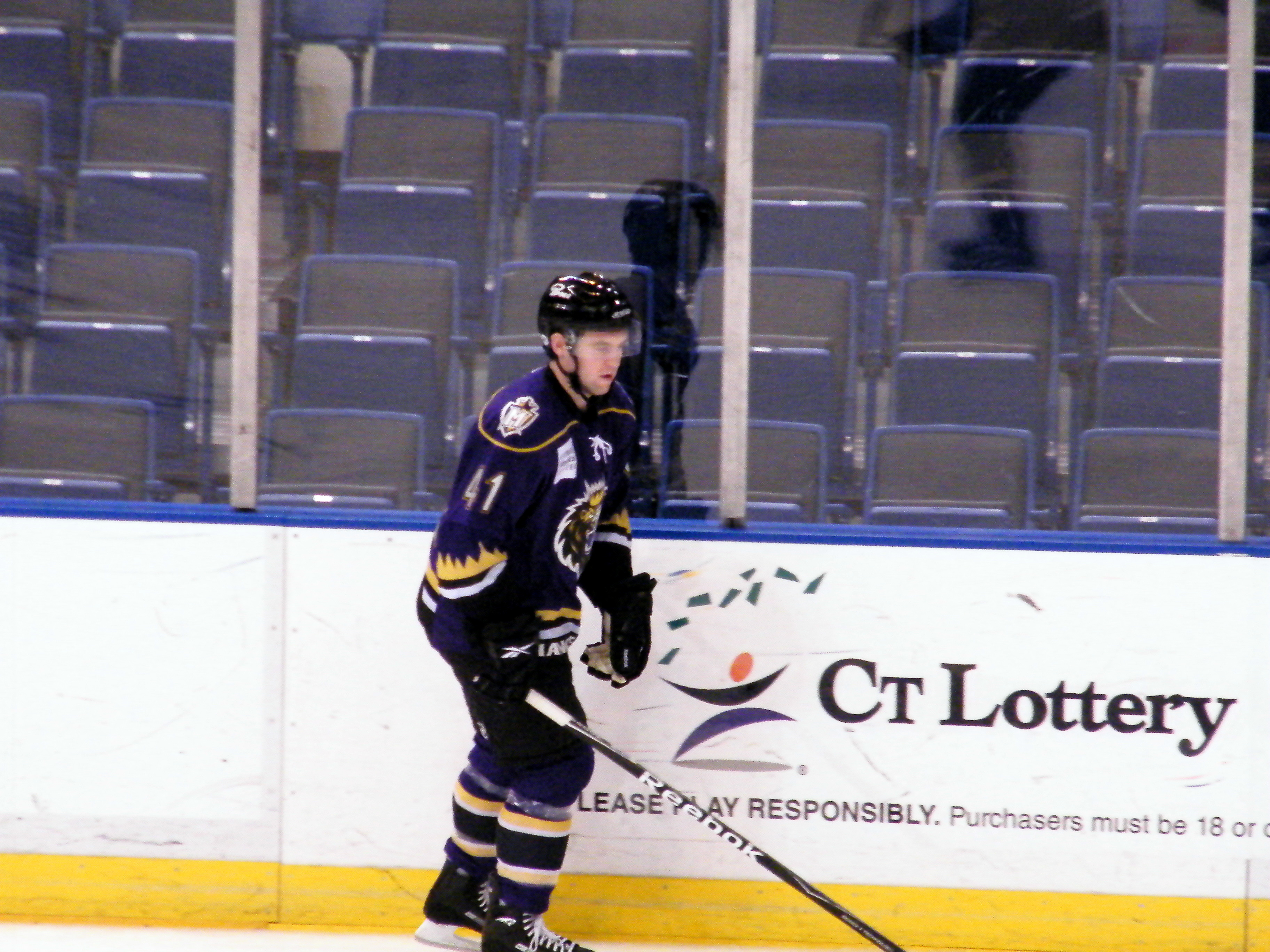
Cavanagh im Trikot der Manchester Monarchs (2010)

Im Sommer 2005 nahmen ihn die San Jose Sharks unter Vertrag, die ihn bereits im NHL Entry Draft 2001 in der sechsten Runde an 182. Stelle ausgewählt hatten. Aufgrund einer Verletzung konnte Cavanagh nicht am saisonvorbereitenden Trainingscamp teilnehmen und wurde deshalb zum Farmteam Cleveland Barons in die American Hockey League abgegeben. Dort kam er in 64 Spielen zum Einsatz und erzielte 21 Punkte. Nachdem die Barons im Sommer 2006 von Cleveland nach Worcester umgesiedelt und in Worcester Sharks umbenannt worden waren, spielte er ab der Spielzeit 2006/07 für das neue Farmteam der Sharks. In den beiden darauffolgenden Spieljahren konnte Cavanagh jeweils persönliche Bestmarken in den Kategorien Tore, Vorlagen und Punkte erreichen. Als Lohn wurde er zum Ende der Saison 2007/08 erstmals in den NHL-Kader der San Jose Sharks berufen und gab am 3. April sein Debüt gegen die Los Angeles Kings. Dabei gelang ihm bereits nach 36 Sekunden mit einer Torvorlage sein erster NHL-Scorerpunkt. Seit der Saison 1989/90 war dies nur drei Spielern schneller gelungen. Trotz seines guten Einstandes blieb es in dieser Spielzeit bei nur einem Einsatz, da er wieder nach Worcester geschickt wurde. Dort beendete er die Saison und begann dort auch die folgende. Nach zahlreichen Veränderungen im Kader der Worcester Sharks in der Sommerpause ging Cavanagh als Center der ersten Sturmreihe in das Spieljahr 2008/09, in dessen Verlauf er im Dezember 2008 erneut in den NHL-Kader der San Jose Sharks beordert wurde.
In der zweiten Jahreshälfte 2009 war er ein sogenannter Free Agent, bevor er im Januar 2010 von den Manchester Monarchs unter Vertrag genommen wurde. Dort spielte er die Saison 2009/10 zu Ende. Anschließend kam er zu Beginn der Spielzeit 2010/11 in fünf Partien für deren Ligakonkurrenten Springfield Falcons zum Einsatz, verletzte sich dann aber an der Schulter und wurde am 9. November aus seinem Vertrag entlassen.
Cavanagh, der während seiner Karriere mit psychischen Problemen zu kämpfen hatte, wurde am 6. Januar 2011 tot in der Garage der Providence Place Mall in der Nähe seines Autos gefunden. Die Autopsie ergab, dass Cavanagh aufgrund mehrerer traumatischer Verletzungen, hervorgerufen durch stumpfe Gewalteinwirkung, verstorben war. Eine Selbsttötung konnte die Polizei nicht ausschließen. Der Stürmer kam in seiner aktiven Karriere auf insgesamt 322 Profieinsätze in der nordamerikanischen AHL und NHL. Dabei erzielte er 177 Scorerpunkte. Seine 18 NHL-Partien bestritt er allesamt für die San Jose Sharks in den Spielzeiten 2007/08 und 2008/09 und erreichte in diesen drei Scorerpunkte. Obwohl er das Franchise der Sharks bereits im Sommer 2009 verlassen hatte, war er zum Zeitpunkt seines Todes immer noch der Spieler mit den meisten Punkten in der regulären Saison für die Worcester Sharks in der AHL.

## Erfolge und Auszeichnungen
- 2002 Whitelaw-Cup-Gewinn mit der Harvard University
- 2004 Whitelaw-Cup-Gewinn mit der Harvard University
- 2005 ECAC Defensive Forward of the Year
- 2005 ECAC Second All-Star Team

## Karrierestatistik
(Legende zur Spielerstatistik: Sp oder GP = absolvierte Spiele; T oder G = erzielte Tore; V oder A = erzielte Assists; Pkt oder Pts = erzielte Scorerpunkte; SM oder PIM = erhaltene Strafminuten; +/− = Plus/Minus-Bilanz; PP = erzielte Überzahltore; SH = erzielte Unterzahltore; GW = erzielte Siegtore; 1 Play-downs/Relegation; Kursiv: Statistik nicht vollständig)